# Байбуга
Байбуга (Бай-Буга, Овр. Баубуга, крим. Bay Buğa) — річка на сході Криму. Починається джерелом поблизу села Ключове (Феодосійський район) і впадає в Феодосійську затоку Чорного моря в межах міста Феодосії.
Вододілом між Байбуга і річками Південного берега Криму є протяжна з південного сходу на північний захід гора Клементьєва (Узун — Сирт) і височина Тепе-Оба. Річка порівняно маловодна, тому для підвищення її водності з 1876 року почалися роботи з заліснення водозбірного басейну, переважно кримською сосною.
Лівий приплив Байбуги — пересихаючий потік в яру Чобан-Чокрак довжиною 8 км, бере початок між хребтами Кучук-Егет і Біюк-Егет.
Одну назва з річкою носили раніше два розташованих на ній села: Ближня Бай-Буга (в 1945 році перейменовано в Ближнє) та Дальня Байбуга (включено до складу сусіднього села Насипне).
В 1904 році на водозборі Байбуги біля підніжжя пагорба Паша-Тепе було відкрито джерело Паша-Тепе, який подібний за змістом хлористого і сірчанокислого натрію до «Єсентуки № 20». Висока якість мінеральної води було відзначено золотою медаллю на Міжнародній виставці в Бельгії ще в 1916 році. Під час подій 1917 і наступних років свердловина була запущена, але потім відновлена в 1925 році, отримавши нову назву — «Феодосійська».

## Цікаві факти
- Біля села Насипне та у місті Феодосія річку перетинає автошлях Р23 (автомобільний шлях регіонального значення на території України, Сімферополь — Феодосія).